# Els noms d'Alícia
Els noms d'Alícia (títol original en castellà: Los nombres de Alicia) és una pel·lícula espanyola de 2005 dirigida per Pilar Ruiz-Gutiérrez, coautora del guió amb Jorge Goldenberg i Gabriel Olivares, i que va fer el seu debut com a directora. El muntatge de la pel·lícula es va realitzar a Portugal i gaudí de suport del govern autònom de Cantàbria i dels ajuntaments de Santander i Torrelavega. La pel·lícula es va doblar al català.

## Sinopsi
Mina arriba a una afable i tranquil·la ciutat de províncies a estudiar idiomes i fer classes d'anglès als fills de Marisa i Juan, però res és el que sembla. A poc a poc, com en un joc de nens, tots els membres de la família es veuran subjugats per l'estrany encant de la noia, però fins i tot ella mateixa es veurà enredada en la mateixa xarxa.

## Repartiment
- Ana Moreira com a Mina
- Pep Molina com a Juan
- Gracia Olayo com a Marisa
- Carolina Pettersson Ruiz com a Marta
- Héctor Tomás com a Toño
- Aitor Mazo com a José Antonio
- Toby Harper com a L'anglès
- Pepa López com a Menchu
- Santiago Ramos com a Julio

## Premis i nominacions
- Nominacions Goya al millor so (2006); Eladio Reguero i David Calleja.[5]
- Nominada a la Biznaga d'Or i Menció Especial al Festival de Màlaga de 2005.[6]
- Menció especial al Festival Internacional de Cinema de Miami de 2005.[7]